# Agatsuma-Linie
| Triebzug der Baureihe 485 bei Ubashima |                   |                             |                           |
| |                   |                             |                           |
| Streckenlänge: | 55,3 km           |                             |                           |
| Spurweite: | 1067 mm (Kapspur) |                             |                           |
| Stromsystem: | 1500 V =          |                             |                           |
| Streckengeschwindigkeit: | 85 km/h           |                             |                           |
| Zweigleisigkeit: | nein              |                             |                           |
| |                   |                             |                           |
| Gesellschaft: | JR East           |                             |                           |
| \| \| 0,0 \| Shibukawa (渋川) \| 1921– \| \| \| \| Jōetsu-Linie \| 1921– \| \| \| \| Tone-gawa \| \| \| \| \| Minamimaki-Tunnel (253 m) \| \| \| \| 5,5 \| Kanashima (金島) \| 1945– \| \| \| \| Jōetsu-Shinkansen \| 1982– \| \| \| 7,7 \| Ubashima (祖母島) \| 1959– \| \| \| \| Agatsuma-gawa \| \| \| \| \| (2 Tunnel) \| \| \| \| 11,9 \| Onogami (小野上) \| 1945– \| \| \| \| \| \| \| \| 13,7 \| Onogami-Onsen (小野上温泉) \| 1992– \| \| \| 16,4 \| Ichishiro (市城) \| 1945– \| \| \| 19,8 \| Nakanojō (中之条) \| 1945– \| \| \| 22,9 \| Gunma-Haramachi (群馬原町) \| 1945– \| \| \| 26,3 \| Gōbara (郷原) \| 1946– \| \| \| \| (2 Tunnel) \| \| \| \| 28,0 \| Yagura (矢倉) \| 1959– \| \| \| 30,5 \| Iwashima (岩島) \| 1945– \| \| \| \| alte Strecke \| 1945–2014 \| \| \| \| Agatsuma-gawa \| \| \| \| \| Yamba-Tunnel (4489 m) \| \| \| \| \| \| \| \| \| \| \| \| \| \| 36,4 \| Kawarayu-Onsen \| 1946–2014 \| \| \| 37,0 \| Kawarayu-Onsen (川原湯温泉) \| 2014– \| \| \| \| \| \| \| \| \| Kawarayu-Tunnel (1870 m) \| \| \| \| \| Yokokabe-Tunnel (1720 m) \| \| \| \| \| \| \| \| \| \| \| \| \| \| 42,0 0,0* \| Naganohara-Kusatsuguchi \| Naganohara-Kusatsuguchi \| \| \| \| (長野原草津口) \| 1945– \| \| \| 5,8* \| Ōshi (太子) \| 1945–1971 \| \| \| \| (2 Tunnel) \| \| \| \| 44,2 \| Gunma-Ōtsu (群馬大津) \| 1971– \| \| \| \| \| \| \| \| 46,4 \| Haneo (羽根尾) \| 1971– \| \| \| \| (2 Tunnel) \| \| \| \| 49,3 \| Fukurogura (袋倉) \| 1971– \| \| \| \| (2 Tunnel) \| \| \| \| \| Kusakuru Denki Tetsudō \| 1915–1962 \| \| \| 52,2 \| Manza-Kazawaguchi \| Manza-Kazawaguchi \| \| \| \| (万座・鹿沢口) \| 1971– \| \| \| \| \| \| \| \| 55,3 \| Ōmae (大前) \| 1971– \| |                   |                             |                           |
| Bahnhof | 0,0               | Shibukawa (渋川)            | 1921–                     |
| Abzweig geradeaus und nach rechts |                   | Jōetsu-Linie                | 1921–                     |
| Strecke |                   | Tone-gawa                   | Tone-gawa                 |
| Tunnel |                   | Minamimaki-Tunnel (253 m)   | Minamimaki-Tunnel (253 m) |
| Bahnhof | 5,5               | Kanashima (金島)            | 1945–                     |
| Kreuzung geradeaus unten |                   | Jōetsu-Shinkansen           | 1982–                     |
| Haltepunkt / Haltestelle | 7,7               | Ubashima (祖母島)           | 1959–                     |
| Brücke über Wasserlauf |                   | Agatsuma-gawa               | Agatsuma-gawa             |
| Tunnel |                   | (2 Tunnel)                  | (2 Tunnel)                |
| Bahnhof | 11,9              | Onogami (小野上)            | 1945–                     |
| Tunnel |                   |                             |                           |
| Haltepunkt / Haltestelle | 13,7              | Onogami-Onsen (小野上温泉)  | 1992–                     |
| Haltepunkt / Haltestelle | 16,4              | Ichishiro (市城)            | 1945–                     |
| Bahnhof | 19,8              | Nakanojō (中之条)           | 1945–                     |
| Haltepunkt / Haltestelle | 22,9              | Gunma-Haramachi (群馬原町)  | 1945–                     |
| Bahnhof | 26,3              | Gōbara (郷原)               | 1946–                     |
| Tunnel |                   | (2 Tunnel)                  | (2 Tunnel)                |
| Haltepunkt / Haltestelle | 28,0              | Yagura (矢倉)               | 1959–                     |
| Bahnhof | 30,5              | Iwashima (岩島)             | 1945–                     |
| |                   | alte Strecke                | 1945–2014                 |
| Strecke (außer Betrieb) · Brücke über Wasserlauf |                   | Agatsuma-gawa               | Agatsuma-gawa             |
| Tunnel (Strecke außer Betrieb) · Tunnelanfang |                   | Yamba-Tunnel (4489 m)       | Yamba-Tunnel (4489 m)     |
| Tunnel (Strecke außer Betrieb) · Strecke (im Tunnel) |                   |                             |                           |
| Tunnel (Strecke außer Betrieb) · Strecke (im Tunnel) |                   |                             |                           |
| Bahnhof (Strecke außer Betrieb) · Tunnelende | 36,4              | Kawarayu-Onsen              | 1946–2014                 |
| Tunnel (Strecke außer Betrieb) · Bahnhof | 37,0              | Kawarayu-Onsen (川原湯温泉) | 2014–                     |
| Tunnel (Strecke außer Betrieb) · Strecke |                   |                             |                           |
| Strecke (außer Betrieb) · Tunnel |                   | Kawarayu-Tunnel (1870 m)    | Kawarayu-Tunnel (1870 m)  |
| Strecke (außer Betrieb) · Tunnel |                   | Yokokabe-Tunnel (1720 m)    | Yokokabe-Tunnel (1720 m)  |
| Strecke (außer Betrieb) · Brücke über Wasserlauf |                   |                             |                           |
| |                   |                             |                           |
| Bahnhof | 42,0 0,0*         | Naganohara-Kusatsuguchi     | Naganohara-Kusatsuguchi   |
| Strecke |                   | (長野原草津口)              | 1945–                     |
| Kopfbahnhof Streckenanfang und quer (Strecke außer Betrieb) · Abzweig geradeaus und ehemals nach rechts | 5,8*              | Ōshi (太子)                 | 1945–1971                 |
| Tunnel |                   | (2 Tunnel)                  | (2 Tunnel)                |
| Haltepunkt / Haltestelle | 44,2              | Gunma-Ōtsu (群馬大津)       | 1971–                     |
| Tunnel |                   |                             |                           |
| Bahnhof | 46,4              | Haneo (羽根尾)              | 1971–                     |
| Tunnel |                   | (2 Tunnel)                  | (2 Tunnel)                |
| Haltepunkt / Haltestelle | 49,3              | Fukurogura (袋倉)           | 1971–                     |
| Tunnel |                   | (2 Tunnel)                  | (2 Tunnel)                |
| Kreuzung (Querstrecke außer Betrieb) |                   | Kusakuru Denki Tetsudō      | 1915–1962                 |
| Haltepunkt / Haltestelle | 52,2              | Manza-Kazawaguchi           | Manza-Kazawaguchi         |
| Tunnel |                   | (万座・鹿沢口)              | 1971–                     |
| Tunnel |                   |                             |                           |
| Kopfbahnhof Streckenende | 55,3              | Ōmae (大前)                 | 1971–                     |

Die Agatsuma-Linie (jap. 吾妻線 Agatsuma-sen) ist eine Eisenbahnstrecke auf der japanischen Insel Honshū, die von der Bahngesellschaft JR East betrieben wird. In der Präfektur Gunma führt sie durch das Agatsuma-Tal, das im Mikuni-Gebirge liegt; dabei verbindet sie Shibukawa mit Tsumagoi.

## Streckenbeschreibung
Die 55,3 km lange Stichstrecke ist in Kapspur (1067 mm) verlegt und mit 1500 V Gleichspannung elektrifiziert. Sie bedient 18 Bahnhöfe, die zulässige Höchstgeschwindigkeit beträgt 85 km/h; mit Ausnahme von Ausweichen in acht Bahnhöfen ist sie vollständig eingleisig.
Ihr östlicher Ausgangspunkt ist der Bahnhof Shibukawa, wo sie von der Jōetsu-Linie abzweigt. Nach dem Verlassen des Bahnhofs biegt sie in nordwestlicher Richtung ab und tritt ins Tal des Agatsuma ein, einem im Mikuni-Gebirge entspringenden Nebenfluss des Tone. Nach der Unterquerung der Schnellfahrstrecke Jōetsu-Shinkansen verengt sich das Tal zusehends. Es wird beidseits von steilen Berghängen flankiert und verläuft nun überwiegend nach Westen. Charakteristisch für die Strecke sind mehrere Sporntunnel. Zwischen Iwashima und Naganohara-Kusatsuguchi verlief sie ursprünglich entlang der linken Talseite. Dort befand sich auch der 7,2 m lange  Tarusawa-Tunnel, Japans kürzester Tunnel. Diese Streckenführung musste 2014 nach der Fertigstellung der Yamba-Talsperre und der Überflutung des Talgrunds ersetzt werden. Die neue Trasse führt nun entlang der rechten Talseite, unter anderem durch den 4489 m langen Yamba-Tunnel. Die Strecke verläuft weiter durch eine dünn besiedelte Gegend am Oberlauf des Agatsuma und endet im Bahnhof Ōmae in der Gemeinde Tsumagoi.

## Zugangebot
Shibukawa ist lediglich die nominelle östliche Endstation. Alle auf der Agatsuma-Linie verkehrenden Züge fahren zunächst auf der Jōetsu-Linie, entweder ab Shin-Maebashi oder Takasaki. Nahverkehrszüge mit Halt an allen Bahnhöfen fahren in einem angenäherten Stundentakt nach Manza-Kazawaguchi. Lediglich viermal täglich wird der Abschnitt zwischen Manza-Kazawaguchi und Ōmae bedient. Hinzu kommen drei tägliche Zugpaare des touristisch ausgerichteten Schnellzugs Kusatsu, die den Bahnhof Ueno in Tokio ohne Umsteigen mit Naganohara-Kusatsuguchi verbinden.

## Bilder

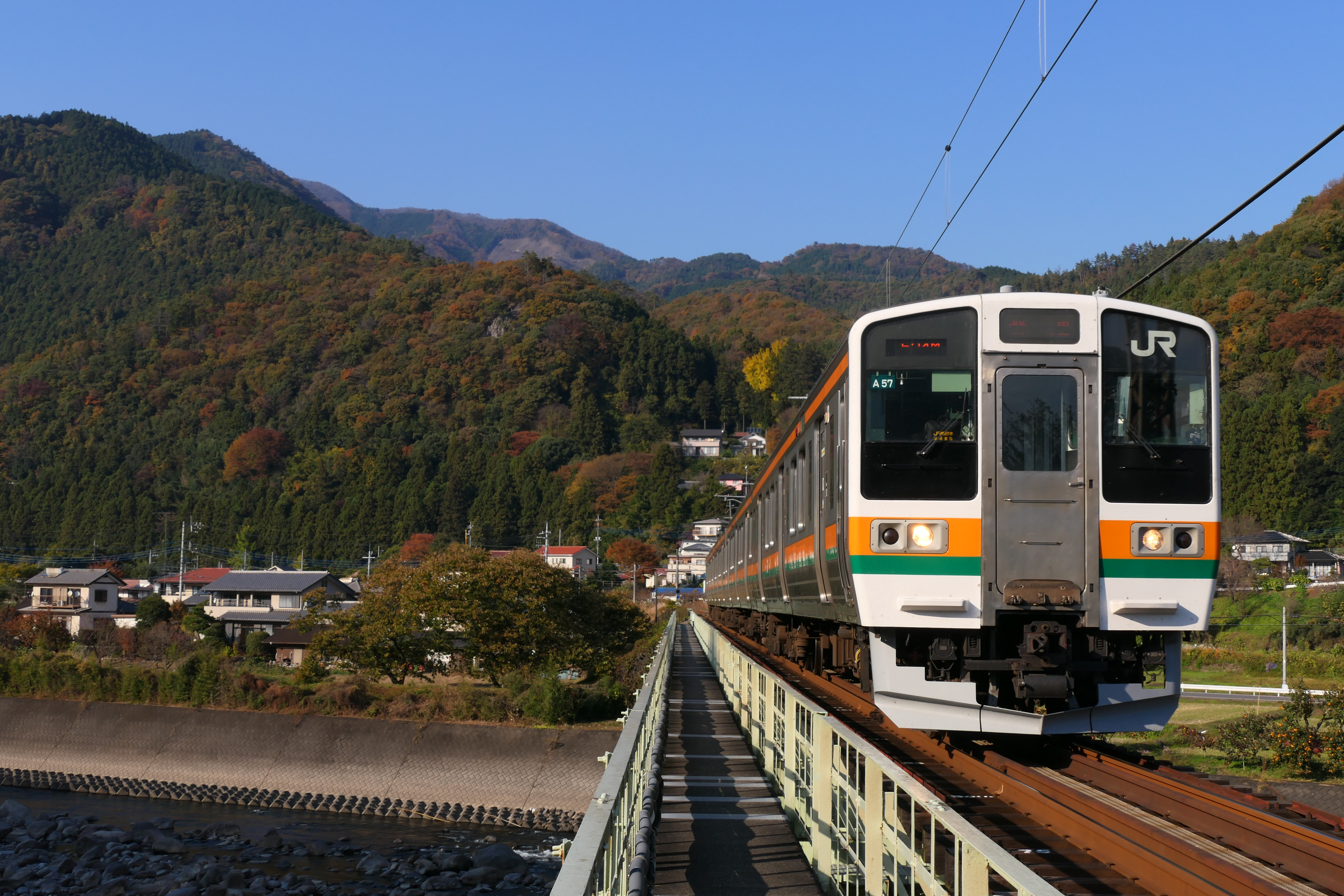
Triebzug der Baureihe 211 bei Onogami
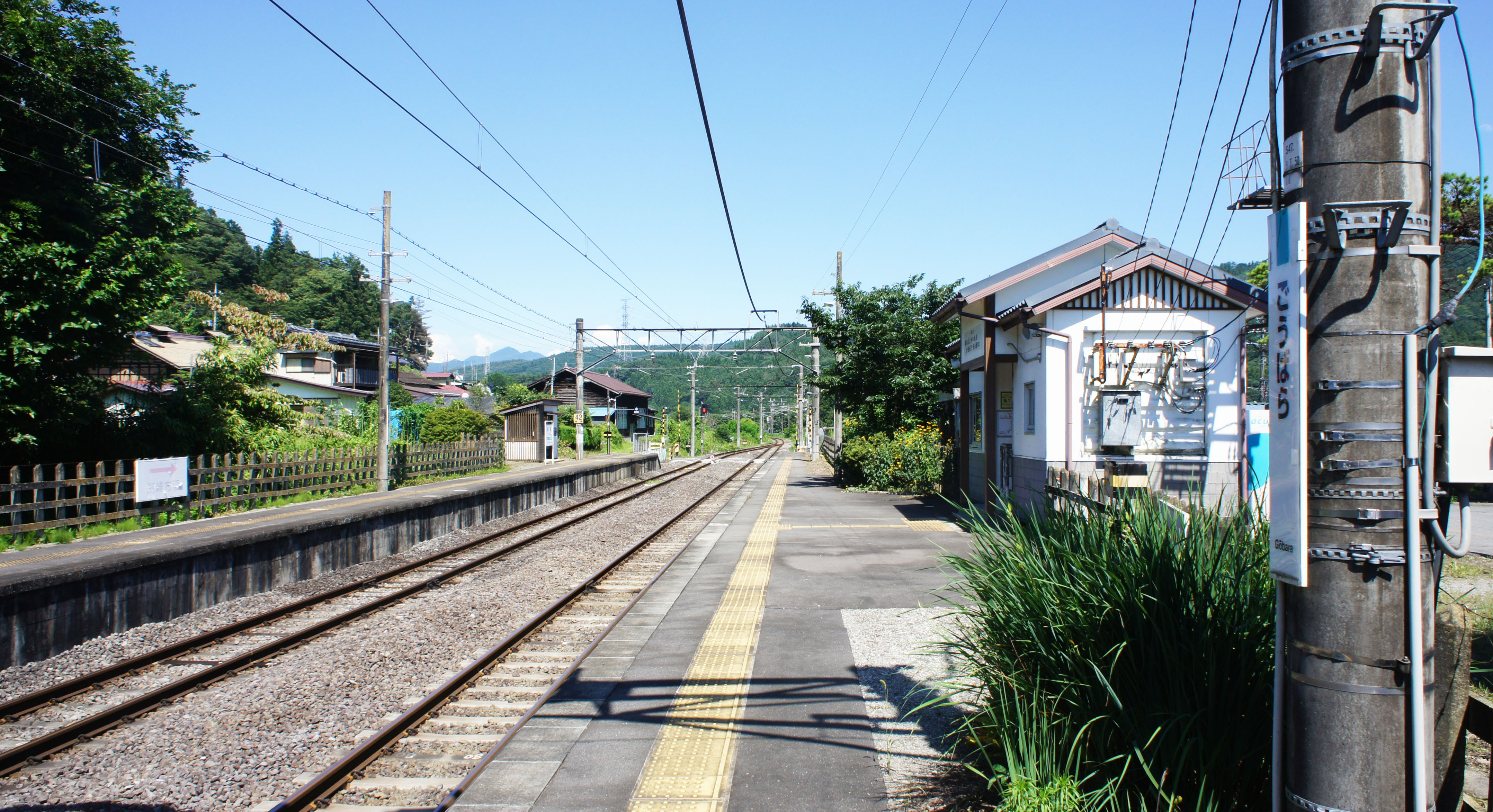
Bahnhof Gōbara
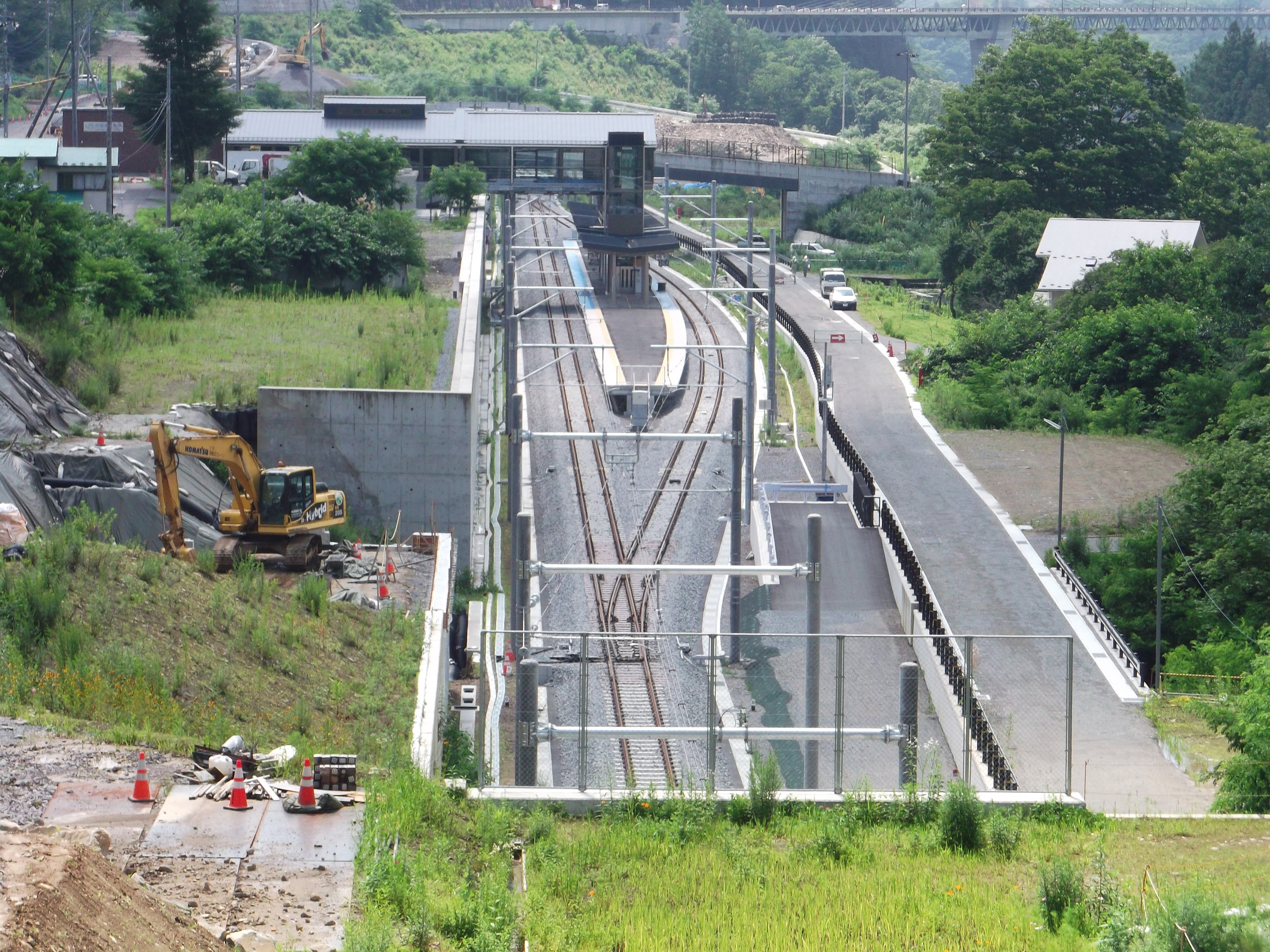
Bau des neuen Bahnhofs Kawarayu-Onsen
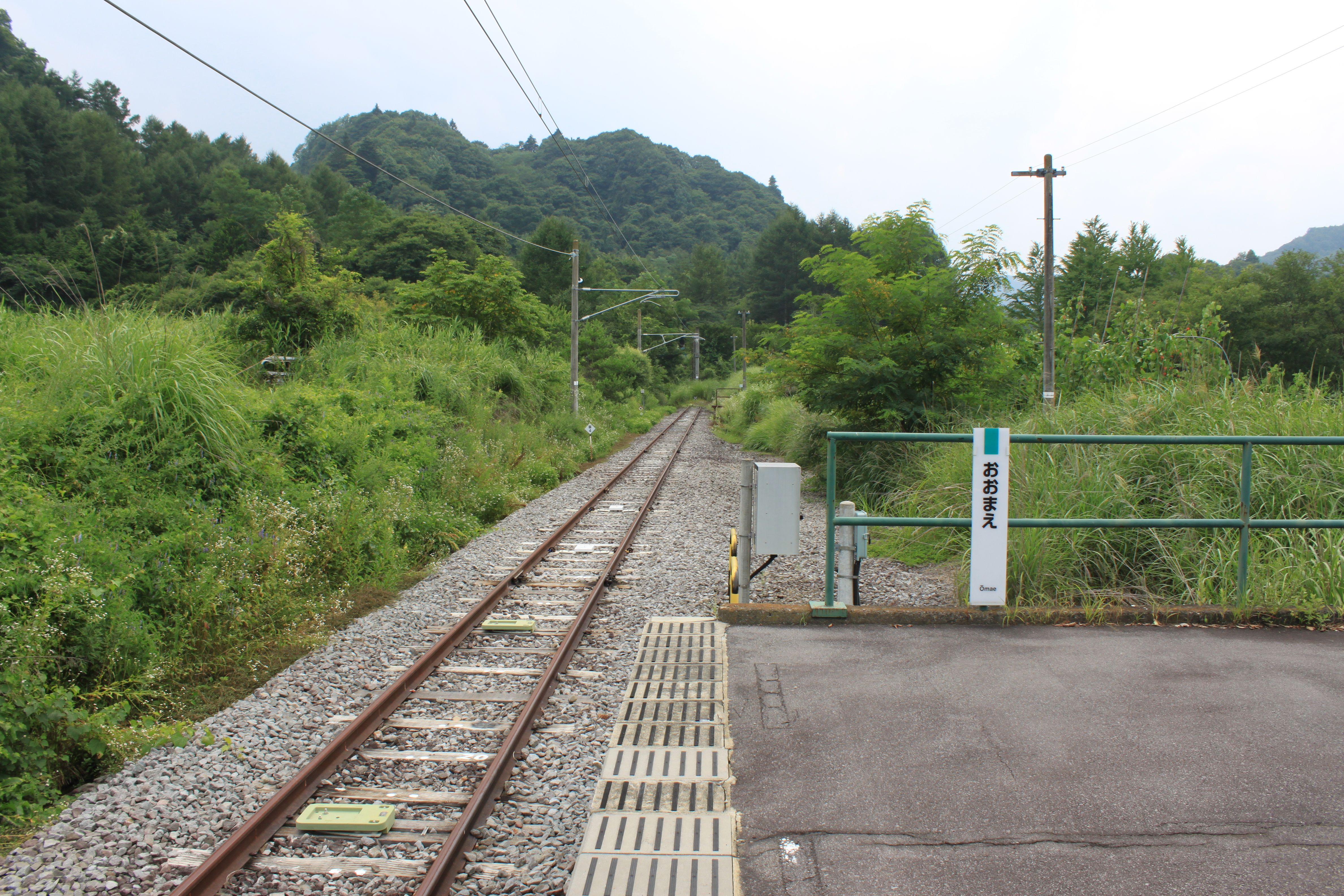
Streckenende bei Ōmae

## Geschichte
Zu Beginn des 20. Jahrhunderts nahm der Ausflugsverkehr zu den zahlreichen Onsen im Agatsuma-Tal markant an, weshalb ein lokales Komitee 1912 eine Pferdebahn errichtete. Die 1912 eröffnete Strecke der Agatsumaonsen basha kidō war 21,3 km lang und hatte eine Spurweite von 762 mm. An ihrem Ausgangspunkt in Shibukawa bestand Anschluss an die Tōbu Ikaho-Straßenbahn von Takasaki her. Die nach Nakanojō führende Strecke wurde 1920 elektrifiziert, jedoch 1933 stillgelegt und durch eine Buslinie ersetzt.
Einige Jahre später plante das Eisenbahnministerium aus militärischen Gründen den Bau einer vollwertigen Bahnstrecke durch das Agatsuma-Tal, um kriegswichtiges Eisenerz aus dem Gunma-Bergwerk abzutransportieren. Die Bauarbeiten begannen im Oktober 1943, zogen sich aber zu lange hin, um noch einen entscheidenden Einfluss auf den Kriegsverlauf zu haben. Der 42,4 km lange Abschnitt zwischen dem Bahnhof Shibukawa und Naganohara (seit 1991 Naganohara-Kusatsuguchi genannt) ging am 2. Januar 1945 in Betrieb und diente zunächst ausschließlich dem Güterverkehr. Am selben Tag eröffnete der Stahlhersteller Nippon Kōkan eine daran anschließende Strecke, die von Naganohara aus durch ein Seitental 5,8 km weit zur Eisenerzbergwerk bei Ōshi führte. Etwas später nahm das Verkehrsministerium in drei Schritten den Personenverkehr auf: am 5. August 1945 von Shibukawa nach Nakanojō, am 20. November 1945 von Nakanojō nach Iwashima und am 20. April 1946 von Iwashima nach Naganohara.
Der Streckenabschnitt der Nippon Kōkan nach Ōshi wurde am 1. Oktober 1952 an die Japanische Staatsbahn übertragen und in die Agatsuma-Linie integriert, diente aber weiterhin ausschließlich dem Güterverkehr. Im November 1956 begann die Staatsbahn Dieseltriebwagen einzusetzen und am 1. September 1961 führte sie den Personenverkehr auch zwischen Naganohara und Ōshi ein. Drei Jahre nach der Schließung des Bergwerks stellte die Staatsbahn am 1. Oktober 1966 den Güterverkehr auf dem Abschnitt Naganohara–Ōshi ein. Am 10. Juni 1967 folgte die Elektrifizierung zwischen Shibukawa und Naganohara. Der Abschnitt Naganohara–Ōshi hingegen blieb hingegen unberücksichtigt und wurde am 1. November 1970 stillgelegt.

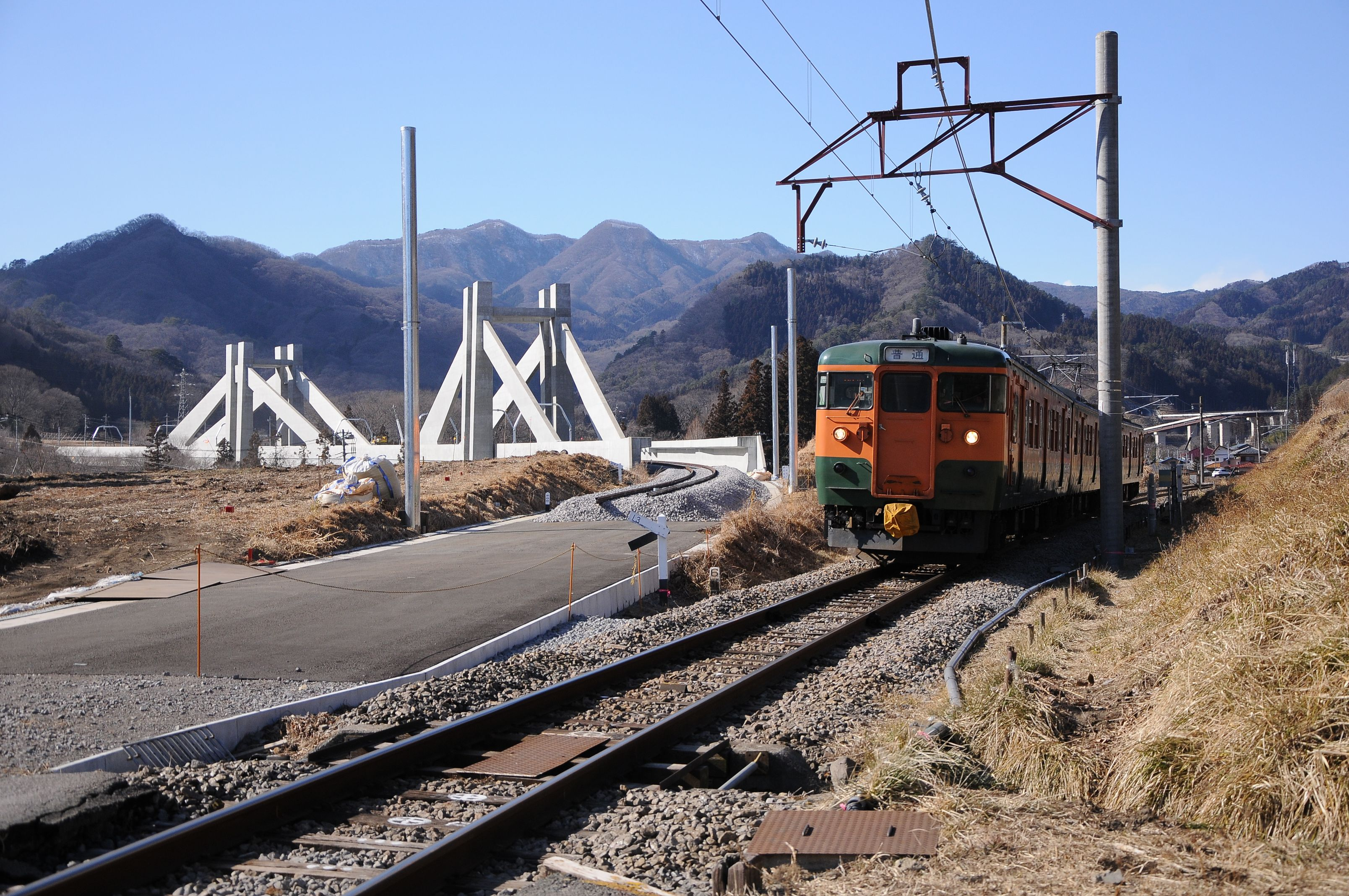
Verzweigung von alter und neuer Streckenführung (links)

Seit 1953 bestanden Pläne, die Agatsuma-Linie über Naganohara hinaus in Richtung Nagano zu verlängern, um damit eines jener Projekte umzusetzen, die im Anhang des Eisenbahnbaugesetzes von 1922 enthalten waren. Die entsprechenden Bauarbeiten begannen 1963. Da sich die finanzielle Lage der Staatsbahn zunehmend zu verschlechtern begann, konnte nur der Abschnitt nach Ōmae verwirklicht werden, der am 7. März 1971 in Betrieb ging. Die Agatsuma-Linie erlangte in den folgenden Jahren eine immer größere Bedeutung für den touristischen Verkehr, während der Güterverkehr laufend abnahm; seit dem 1. April 1982 wird nur noch sporadisch Kies aus einem Steinbruch abtransportiert. Im Rahmen der Staatsbahnprivatisierung ging die Strecke am 1. April 1987 in den Besitz der neuen Gesellschaft JR East über.
Der Bau der Yamba-Talsperre im oberen Agatsuma-Tal erforderte eine Neutrassierung zwischen Iwashima und Naganohara-Kusatsuguchi, da Teile der Strecke durch den entstehenden Stausee überflutet werden würden. Am 24. September 2014 endete der Betrieb auf der alten Trasse. Nach verschiedenen Umstellungsarbeiten ging die neue Trasse auf der gegenüberliegenden Talseite am 1. Oktober 2014 in Betrieb. Die Länge der Strecke verkürzte sich um rund 300 Meter. Am 13. Oktober 2019 verursachte Taifun Hagibis schwere Schäden am Abschnitt zwischen Naganohara-Kusatsuguchi und Ōmae, der darauf bis zum 21. Februar 2020 geschlossen blieb.

## Liste der Bahnhöfe
| Name                                   | km   | Anschlusslinien | Lage   | Ort             |
| -------------------------------------- | ---- | --------------- | ------ | --------------- |
| Shibukawa (渋川)                       | 00,0 | Jōetsu-Linie    | Koord. | Shibukawa       |
| Kanashima (金島)                       | 05,5 |                 | Koord. | Shibukawa       |
| Ubashima (祖母島)                      | 07,7 |                 | Koord. | Shibukawa       |
| Onogami (小野上)                       | 11,9 |                 | Koord. | Shibukawa       |
| Onogami-Onsen (小野上温泉)             | 13,7 |                 | Koord. | Shibukawa       |
| Ichishiro (市城)                       | 16,4 |                 | Koord. | Nakanojō        |
| Nakanojō (中之条)                      | 19,8 |                 | Koord. | Nakanojō        |
| Gunma-Haramachi (群馬原町)             | 22,9 |                 | Koord. | Higashiagatsuma |
| Gōbara (郷原)                          | 26,3 |                 | Koord. | Higashiagatsuma |
| Yagura (矢倉)                          | 28,0 |                 | Koord. | Higashiagatsuma |
| Iwashima (岩島)                        | 30,5 |                 | Koord. | Higashiagatsuma |
| Kawarayu-Onsen (川原湯温泉)            | 36,4 |                 | Koord. | Naganohara      |
| Naganohara-Kusatsuguchi (長野原草津口) | 42,0 |                 | Koord. | Naganohara      |
| Gunma-Ōtsu (群馬大津)                  | 44,2 |                 | Koord. | Naganohara      |
| Haneo (羽根尾)                         | 46,4 |                 | Koord. | Naganohara      |
| Fukurogura (袋倉)                      | 49,3 |                 | Koord. | Tsumagoi        |
| Manza-Kazawaguchi (万座・鹿沢口)       | 52,2 |                 | Koord. | Tsumagoi        |
| Ōmae (大前)                            | 55,3 |                 | Koord. | Tsumagoi        |